# Warren (Ohio)
Warren é uma cidade localizada no estado norte-americano de Ohio, no Condado de Trumbull.

## Demografia
Segundo o censo norte-americano de 2000, a sua população era de 46.832 habitantes.
Em 2006, foi estimada uma população de 45.256, um decréscimo de 1576 (-3.4%).

## Geografia
De acordo com o United States Census Bureau tem uma área de
41,8 km², dos quais 41,7 km² cobertos por terra e 0,1 km² cobertos por água. Warren localiza-se a aproximadamente 274 m acima do nível do mar.

## Localidades na vizinhança
O diagrama seguinte representa as localidades num raio de 8 km ao redor de Warren.

## Filhos ilustres
- Dave Grohl